# 日本劍術

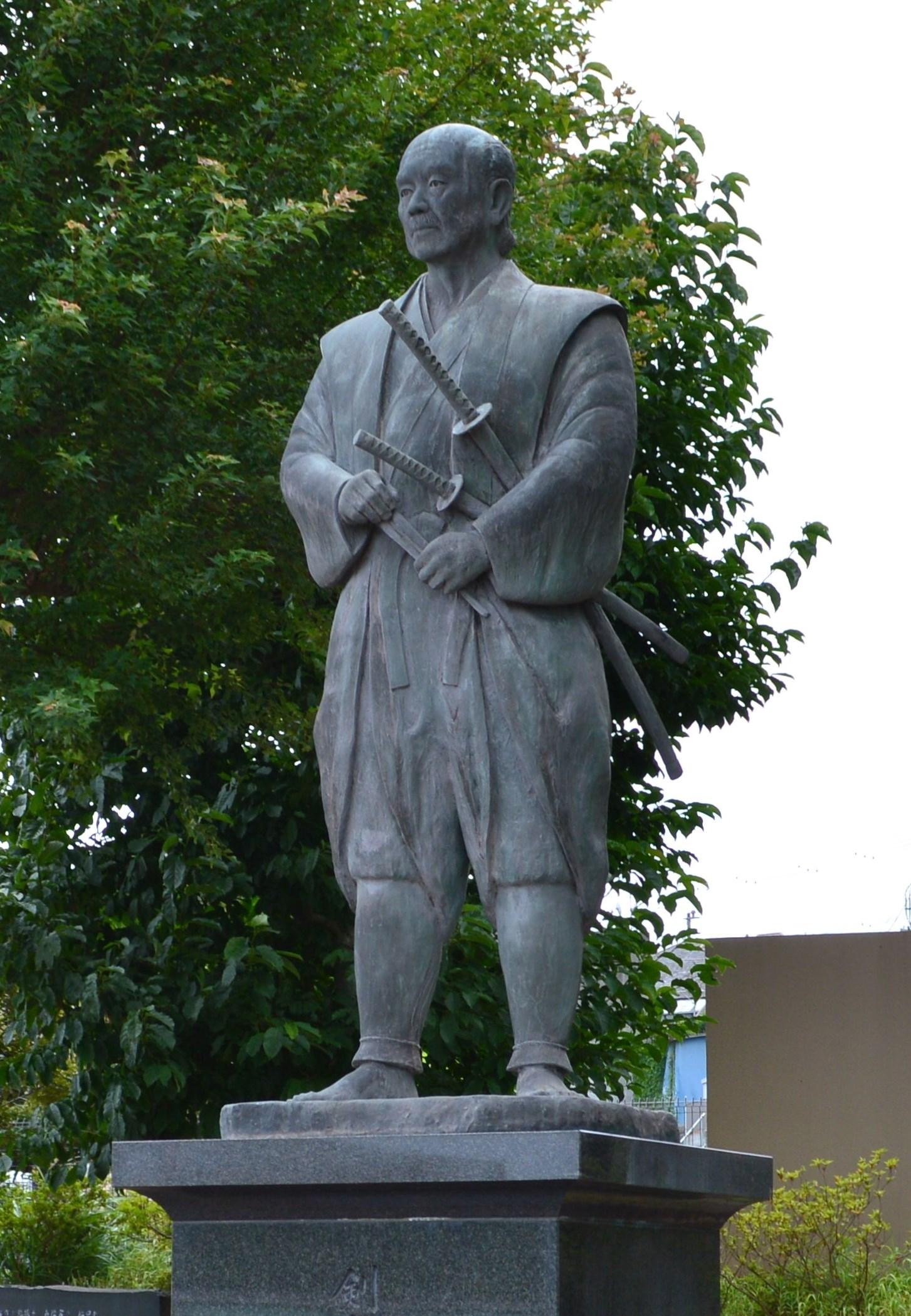
戦国双剣聖之一：塚原卜傳

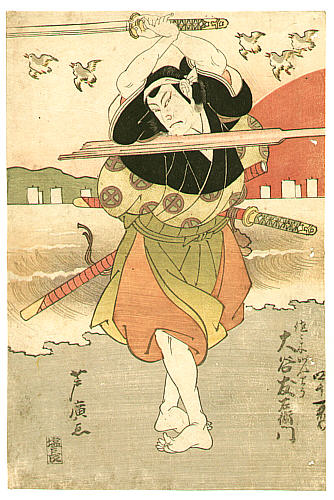
雙手握刀的佐佐木小次郎

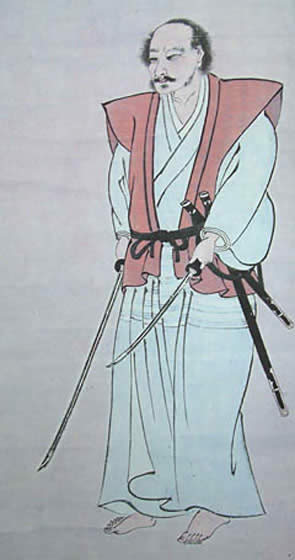
使用雙刀的宮本武藏

若僅從字面解釋，日本劍術（日语：／ Kenjutsu *）一詞意指「由日本歷史與文化所孕育成形的用劍技藝」。
此處所謂的「劍」，並不狹隘地局限於「太刀」或是「打刀」，應廣義地理解為「日本刀」或是不特定形制的兵器。因為在事實上，日本傳統武術的傳承與發展乃是以「流派」為主體。一個流派的知識系統可能包含複數種類的器械乃至徒手技術，甚至包含築城術、軍學、方術等，而「用劍的技藝」可能只是該流派眾多知識與技藝中的一小部分。
更重要的是，一個成熟的流派必定包含對於處理暴力問題之哲學思考與訓練方法，我們雖然可以將「劍術」狹義地理解為「用劍的技藝」，但是在日本劍術的歷史與文化脈絡之中，「劍術」一詞更側重於指涉傳承的流派與智慧。

## 日本劍術的起源
鑄造術於8世紀由中國唐朝及朝鮮半島百濟傳到奈良時代的日本，弧形的日本刀在平安時代開始出現。日本劍術起源可以追溯到刀剑大革新的室町时代，日本鑄劍名匠岡崎五郎入道正宗研究出锻铁制法，相對的劍術亦應運而生。刀身剛性的改善孕育出全身力量集於刀刃之上、招招狠劈、攻擊為主的力量型劍術。

## 居合道
日本劍術有其獨特的拔刀、揮劍和收劍方式，居合道則以此為基礎，發展出一連串極度規範的基本技法，講究「一擊必殺」。

## 二刀流劍法
使用雙刀的劍術，歷史上會使雙刀的劍客不多，宮本武藏和柳生十兵衛是當中的佼佼者。

## 劍術與現代劍道
日本劍術是日本刀的使用技法，而劍道廣義來說是一種精神或態度，1945年以前的劍道曾是中學生必修的課程，使用的是竹劍，1950年代以來的劍道是一項純粹的體育運動。

## 日本劍術流派

### 念流系
- 念流
  - 奧山念流
  - 念首座流
    - 念流正法未來記
      - 念流正法未來記入内
      - 荒川念流（未來記念流）
        - 家川念流

    - 馬庭念流
      - 本間念流
      - 奧宮念流
      - 柿沼一刀流
      - 鹿島神流（國井家傳）

  - 堤寶山流（寶山流）

### 一刀流系
- 中條流
  - 富田流
    - 當田流

  - 戶田流
    - 四天流
    - 鏡新明智流

  - 東軍流
    - 丹石流
      - 雖井蛙流
        - 兌山流
          - 神刀兌山流

    - 中和流
      - 神武尺蠖流
      - 中和一刀流

  - 鐘捲流
    - 一刀流
      - 小野派一刀流 - 一刀正傳無刀流
        - 水戶派一刀流
        - 梶派一刀流
        - 中西派一刀流
          - 天真一刀流
            - 天真傳兵法（天真白井流）

          - 北辰一刀流
            - 天辰一刀流（鈴木直之進）

      - 伊藤派一刀流
        - 溝口派一刀流
          - 溝口派一刀流（會津傳、池上派一刀流）
          - 甲源一刀流
            - 開平三知流

        - 間宮一刀流
        - 天心獨名流
          - 涼天覺清流

      - 唯心一刀流
        - 外他一刀流
        - 正木一刀流

      - 山口一刀流
        - 無外流
          - 無外流高橋派
          - 石卷我心流
          - 大太刀流

    - 巖流

### 神道流系
- 神道流
  - 霞神道流 - 神道流劍術（神道夢想流杖術併傳）
  - 天真正傳香取神道流
    - 鹿島新當流（新當流）
      - 一羽流
        - 微塵流
          - 神道一心流

        - 天然理心流

      - 願立流
      - 本間流
      - 天流
        - 天道流
        - 新天流

    - 天真正自顯流（天真正自源流）
      - 示現流
        - 小示現流
        - 古示現流
        - 太刀流
          - 飛太刀流
          - 常陸流

        - 藥丸自顯流（野太刀自顯流）

      - 柳心照智流
      - 神變自源流

    - 神道精武流
    - 本心刀流
      - 心形刀流
        - 奧山理想神傳流
        - 柳剛流

    - 合氣劍（合氣道的劍術）

### 陰流系
- 陰流
  - 新陰流 -（柳生新陰流）
    - 
      - 安倍立（安倍流）
      - 真貫流
        - 信抜流
        - 忠孝真貫流（講武實用流）

    - 莊田心流
    - 疋田陰流（愛洲陰流、愛洲新陰流、新陰疋田流）
      - 上野新陰流
        - 和田新陰流

      - 大石神影流
      - 鞍馬楊心流

    - 新影幕屋流（松田派新陰流）
    - 一圓流
      - 神道無念流
        - 鈴木派無念流
        - 扶桑念流
        - 不二心流

    - 小栗流
    - 駒川改心流
    - 奧山神影流
      - 真新陰流
        - 真心陰流
        - 夕雲流（無住心劍流）
          - 雲弘流

        - 直心流
          - 直心正統流
            - 直心影流（直心影流長沼派）
              - 奧村二刀流
              - 直心影流藤川派
                - 運算流
                - 直心影流団野派
                  - 直心影流男谷派
                    - 直心影流島田派
                      - 直心自得流

### 二天一流系
- 當理流
  - 圓明流 - 二天一流
    - 豬谷流
    - 圓明新流
    - 多田圓明流
    - 武藏圓明流（岡本流）
    - 鐵人流
      - 兩劍時中流

    - 神免二刀流

### 林崎居合系
- 田宮流
  - 窪田派田宮流
  - 田宮神劍流（現、田宮流）
- 關口流
- 一宮流
- 長谷川英信流
  - 無雙直傳英信流
    - 關東派
    - 土佐派

  - 夢想神傳流
  - 林崎本心無敵流

### 其他
- 淺山一傳流
  - 不傳流
  - 津田一傳流
- 竹内流
  - 竹内新流
- 貫心流
- 立身流
- 鞍馬流
  - 將監鞍馬流（現、鞍馬流）
- 吉岡流
- 今枝流
  - 理方一流
    - 初實劍理方一流
    - 理方得心流（理方刀術得心流）
- 新体道
- 素戔神流

## 相關文獻
- 《殺人刀》
- 《活人劍》
- 《無刀之卷》
- 《月之抄》
- 《兵道鏡》
- 《五方之太刀道序》
- 《兵法三十五固條》
- 《五輪書》